# Нови Варош
Нови Варош је насељено мјесто у Западној Славонији. Припада општини Стара Градишка, у Бродско-посавској жупанији, Република Хрватска.

## Географија
Удаљен је око 5 км сјеверно од Старе Градишке и око 7 км јужно од Окучана.

## Историја
До територијалне реорганизације насеље се налазило у саставу бивше општине Нова Градишка. Нови Варош се од распада Југославије до маја 1995. године налазио у Републици Српској Крајини.

## Становништво
Према попису становништва из 2011. године, насеље Нови Варош је имало 204 становника.
| Демографија | Демографија | Демографија |
| Година      | Становника  | Становника  |
| ----------- | ----------- | ----------- |
| 1961.       | 455         |             |
| 1971.       | 381         |             |
| 1981.       | 353         |             |
| 1991.       | 318         |             |
| 2001.       | 181         |             |
| 2011.       |             | 204         |

## Попис 1991.
На попису становништва 1991. године, насељено место Нови Варош је имало 318 становника, следећег националног састава:
| Попис 1991.‍  | Попис 1991.‍  | Попис 1991.‍ | Попис 1991.‍ | Попис 1991.‍ |
| ------------ | ------------ | ----------- | ----------- | ----------- |
|              |              |             |             |             |
| Хрвати       | Хрвати       |             | 221         | 69,49%      |
| Срби         | Срби         |             | 57          | 17,92%      |
| Југословени  | Југословени  |             | 21          | 6,60%       |
| Муслимани    | Муслимани    |             | 9           | 2,83%       |
| неопредељени | неопредељени |             | 3           | 0,94%       |
| непознато    | непознато    |             | 7           | 2,20%       |
| укупно: 318  |              |             |             |             |